# Transcendental Blues
Albums de Steve Earle
The Mountain
(1999) Jerusalem
(2002)
Singles
Transcendental Blues est le neuvième album studio de Steve Earle, sorti en 2000. Il est classé no 5 aux Top Country Albums , no 8 aux Canadian Country Albums, de même qu'au UK Album Chart et au Sverigetopplistan. L'album contient le single Transcendental Blues, qui ne se classe pas et la chanson The Galway Girl, qui deviendra un succès de Mundy dans l'Irish Singles Chart.

## Liste des chansons
| 1.    | Transcendental Blues (Steve Earle) | 4:13 |
| 2.    | Everyone's In Love With You (Steve Earle) | 3:30 |
| 3.    | Another Town (Steve Earle) | 2:22 |
| 4.    | I Can Wait (Steve Earle) | 3:16 |
| 5.    | The Boy Who Never Cried (Steve Earle). Arrangement de cordes par Kristin Wilkinson, interprété par The Love Sponge Strings                                                                                 | 3:46 |
| 6.    | Steve's Last Ramble (Steve Earle) Enregistré à Dublin avec : James Blennerhassett, Noel Bridgeman, Liz Kane, Yvonne Kane, Jim Murray, Mary Shannon, Sharon Shannon, David Steele, Bill Wright              | 3:38 |
| 7.    | The Galway Girl (Steve Earle) Enregistré à Dublin avec : James Blennerhassett, Noel Bridgeman, Dan Gillis, Liz Kane, Yvonne Kane, Jim Murray, Mary Shannon, Sharon Shannon, Joyce Redmond, et Bill Wright. | 3:05 |
| 8.    | Lonelier Than This (Steve Earle) | 3:11 |
| 9.    | Wherever I Go (Steve Earle) | 1:57 |
| 10.   | When I Fall (Steve Earle) | 4:34 |
| 11.   | I Don't Want To Lose You Yet (Steve Earle) | 3:22 |
| 12.   | Halo 'Round The Moon (Steve Earle) | 2:13 |
| 13.   | Until The Day I Die (Steve Earle). Enregistré à Nashville avec : Dennis Crouch, Casey Driessen, Tim O'Brien, et Darrell Scott.                                                                             | 3:22 |
| 14.   | All My Life (Steve Earle) | 3:27 |
| 15.   | Over Yonder "Jonathan's Song" (Steve Earle) | 3:51 |
| 49:48 | |      |

## Les musiciens
Steve Earle jour sur cet album des instruments suivants : dobro, guitare électrique, guitare acoustique, guitare acoustique 12 cordes, harmonica, harmonium, mandoline, minimoog. Plusieurs groupes de musiciens ont participé à l'enregistrement de cet album.

### The Bluegrass Dukes
Steve Earle se produit souvent dans une formation de bluegrass nommée Steve Earle and The Bluegrass Dukes, qui a participé à l'enregistrement de la chanson « Until The Day I Die ». Les membres de cette formation qui ont participé à cet album sont :
- Dennis Crouch - contrebasse[2]
- Casey Driessen (en) - violon
- Tim O'Brien - mandoline
- Darrell Scott (en) - banjo

### The Dukes
The Dukes est le nom de l'orchestre avec lequel Steve Earle se produit en tournée et enregistre la majeure partie de ses albums. À l'époque où celui-ci fut enregistré, il était composé de :
- Patrick Earle - batterie, percussions
- Kelley Looney guitare basse
- Will Rigby - batterie, percussions
- David Steele - guitare électrique, bouzouki, Mandole ténor

### The Love Sponge Strings
The Love Sponge Strings est un orchestre à cordes de Nashville dont le métier consiste à accompagner des artistes, très variés, sur scène ou pour des sessions d'enregistrement. Ils ont participé à l'enregistrement de la chanson « The Boy Who Never Cried ». Les membres cet ensemble qui ont participé à cet enregistrement sont :
- David Angell  - violon
- David Davidson - violon
- Kristin Wilkinson - alto
- John Catchings - violoncelle

### The Woodchoppers
The Woodchoppers est l'orchestre qui accompagnait Sharon Shannon à cette époque. La composition de cet orchestre a évolué au fil du temps. À l'époque de l'enregistrement de cet album, il était composé de :
- James Blennerhassett - contrebasse
- Noel Bridgeman - batterie
- Liz Kane - violon
- Yvonne Kane - violon
- Jim Murray - guitare classique
- Joyce Redmond - Bodhrán
- Mary Shannon - banjo
- Sharon Shannon - accordéon
- Bill Wright - bouzouki

### Autres musiciens
- Dan Gillis - tin whistle[4]
- Ray Kennedy - guitare électrique, guitare basse[5]
- Doug Lancio - guitare électrique[6]
- Dan Metz - guitare basse
- Benmont Tench - orgue, piano[7]
- Ron Vance - Batterie